# Krzywda (województwo lubelskie)
Krzywda – wieś w Polsce położona nad Małą Bystrzycą w województwie lubelskim, w powiecie łukowskim, siedziba gminy Krzywda.
| SIMC    | Nazwa       | Rodzaj     |
| ------- | ----------- | ---------- |
| 0677197 | Dwór        | część wsi  |
| 0677205 | Działkowice | część wsi  |
| 0677228 | Jasnosz     | przysiółek |
| 0677211 | Zamłynie    | część wsi  |

Wieś stanowi sołectwo w gminie Krzywda. Według Narodowego Spisu Powszechnego z roku 2011 wieś liczyła 1703 mieszkańców.
Wieś składa się z dwóch zasadniczych części rozdzielonych bagnistą doliną Małej Bystrzycy:
- starszej, północno-zachodniej, istniejącej od XV w., związanej z dawną siedzibą dziedziców
- nowszej, południowo-wschodniej, powstałej pod koniec XIX w. po wybudowaniu linii kolejowej 26 Łuków – Radom.

## Historia
Wieś została założona na tzw. surowym korzeniu w roku 1588 przez Jana Czyszkowskiego, syna cześnika liwskiego.
W latach I wojny światowej w dworku swojej siostry, Janiny Holnickiej-Szulc, przebywała Maria Kownacka organizując tu tajne nauczanie, także dla dorosłych. W 1915 dworek został spalony, a jego mieszkańcy przesiedleni do Mińska, gdzie spędzili 4 lata. Po powrocie do Krzywdy Maria kontynuowała działalność oświatową do roku 1919, kiedy to wyjechała do Warszawy. Do Krzywdy Maria Kownacka powróciła na dłużej na czas II wojny światowej. Oprócz działalności oświatowej kontynuowała pisanie – tutaj powstały jej Kajtkowe przygody.
W roku 1939 w czasie działań obronnych w rejonie Krzywdy operowała Samodzielna Grupa Operacyjna „Polesie” gen. Franciszka Kleeberga, a w istniejącym do dziś budynku stacji znajdował się tymczasowy sztab. W latach 1943, 1944 okolice Krzywdy były terenem działania partyzantki radzieckiej i polskiej (oddział Serafima Pawłowicza Aleksiejewa, ps. Serafim) – miały tu miejsce akcje wykolejania niemieckich transportów wojskowych.
W latach 1954–1972 wieś należała i była siedzibą władz gromady Krzywda. W latach 1975–1998 miejscowość administracyjnie należała do województwa siedleckiego.
W latach 70. XX w. tuż przy skrzyżowaniu drogi stanowiącej główną oś miejscowości (ob. ul. Łukowska) z torami kolejowymi ówczesna Gminna Spółdzielnia „Samopomoc Chłopska” wzniosła budynek kompleksu handlowego składający się z kilku połączonych pawilonów. W zamierzeniu miały być tam dostępne dla okolicznych rolników wszelkie produkty – spożywcze i przemysłowe.

## Współczesność
Wieś ma charakter rolniczo-usługowo-przemysłowy. Przemysł spożywczy i mineralny. Z trzech stron miejscowość otaczają lasy.
W północno-zachodniej części wsi znajduje się wybudowany w roku 1921 dworek. Przed II wojną światową należał do rodziny Holnickich-Szulców. W dworku obecnie mieści się Urząd Gminy, a także filia komisariatu Policji i biblioteka gminna, w parku przydworskim rosną trzy sosny wejmutki będące pomnikami przyrody oraz wiele innych cennych drzew.
W miejscowości znajdują się: Urząd Gminy, bank spółdzielczy, ośrodek zdrowia, apteki, 2 dyskonty ogólnopolskich sieci oraz inne punkty handlowo-usługowe i gastronomiczne, remiza ochotniczej straży pożarnej, biblioteka gminna, posterunek policji, stacje benzynowe, rozdzielnia energetyczna, ujęcie wody głębinowej ze stacją uzdatniania i oczyszczalnia ścieków.
Placówki edukacyjne – przedszkole przy szkole podstawowej, Szkoła Podstawowa im. Marii Kownackiej, Liceum Ogólnokształcące dla Dorosłych. Obiekty rekreacyjne – boiska sportowe.
Wierni Kościoła rzymskokatolickiego należą do parafii Matki Bożej Częstochowskiej w Radoryżu Kościelnym.

## Ludzie związani z Krzywdą
- Stanisław Adamczyk
- Aleksander Brzosko
- Robert Domański
- Jadwiga Holnicka-Szulc
- Maria Kownacka

## Sport
We wsi działa powstały w 1954 roku klub piłkarski Ludowy Zespół Sportowy Unia Krzywda, który w sezonie 2023/24 występuje w bialskiej klasie okręgowej. Największym osiągnięciem piłkarzy Unii były występy w bialskopodlasko-siedleckiej klasie międzywojewódzkiej (czwarty poziom rozgrywek piłkarskich) w sezonach: 1992/93, 1993/94, 1994/95, 1995/96, 1996/97 i 1997/98 oraz w IV lidze (grupa Biała Podlaska-Lublin-Radom-Siedlce) w sezonie 1998/99, a także w lubelskiej IV lidze w sezonach: 2001/02 i 2013/14.

## Galeria

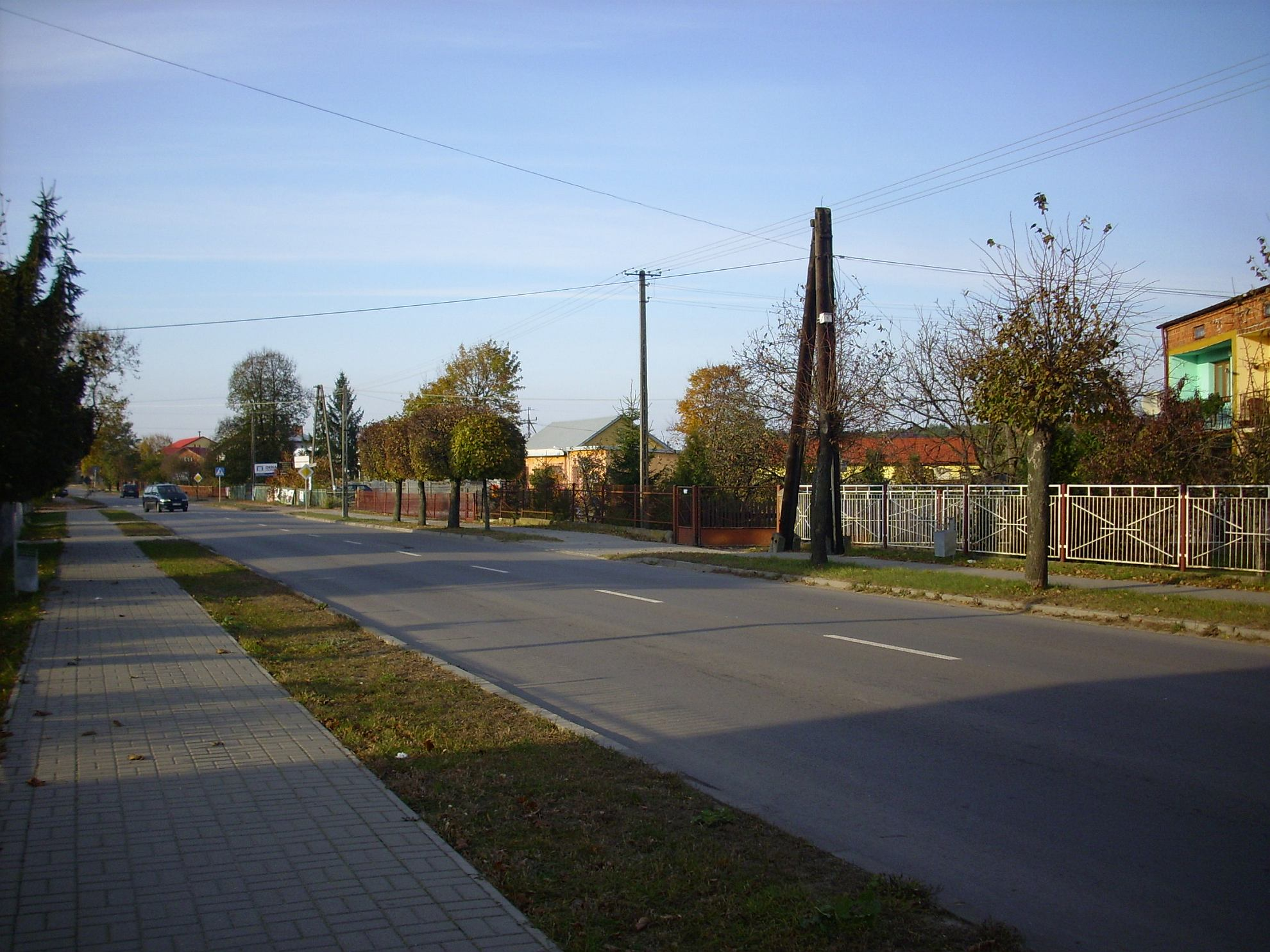
Główna ulica – ul. Łukowska
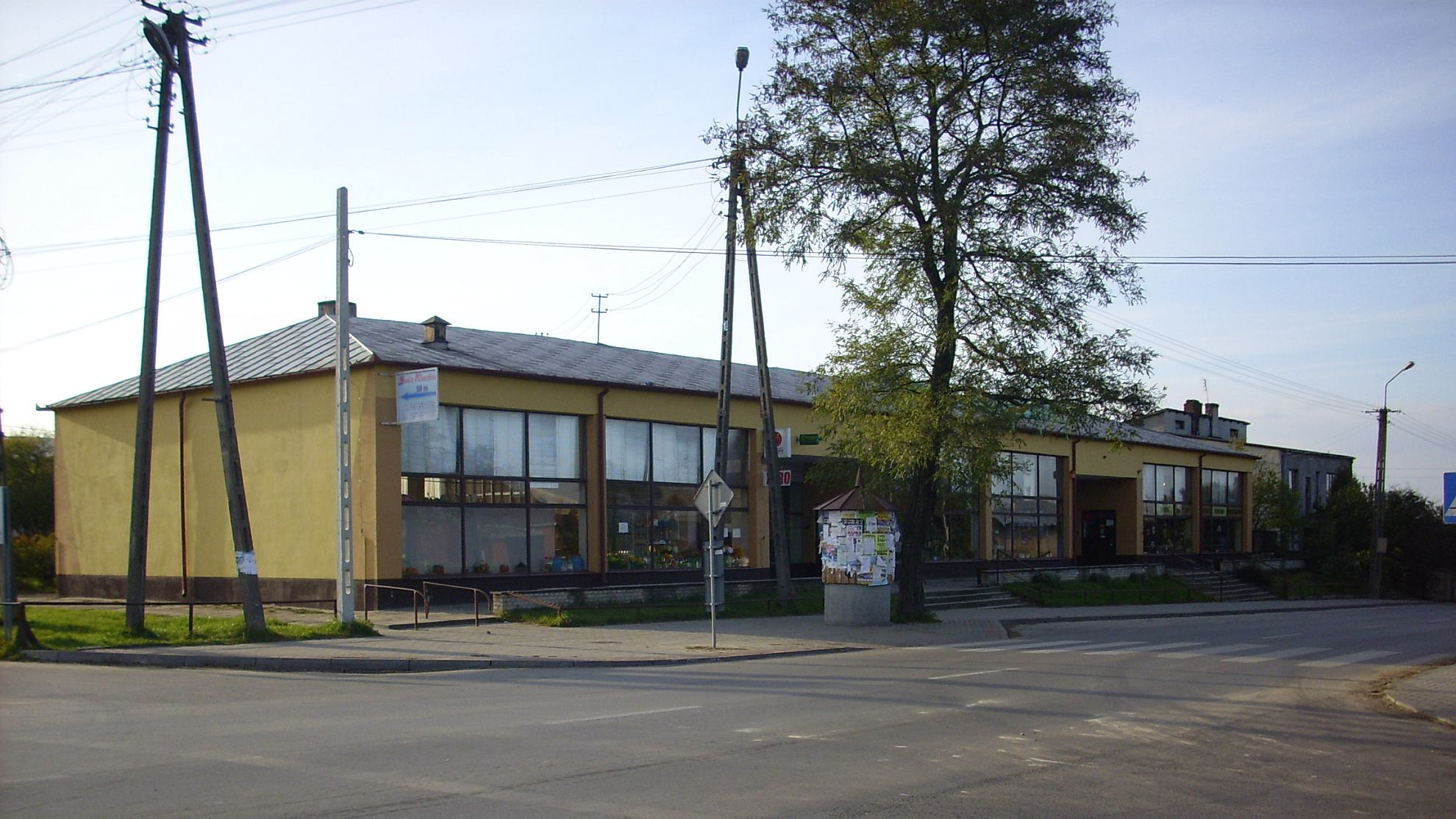
Pawilon handlowy
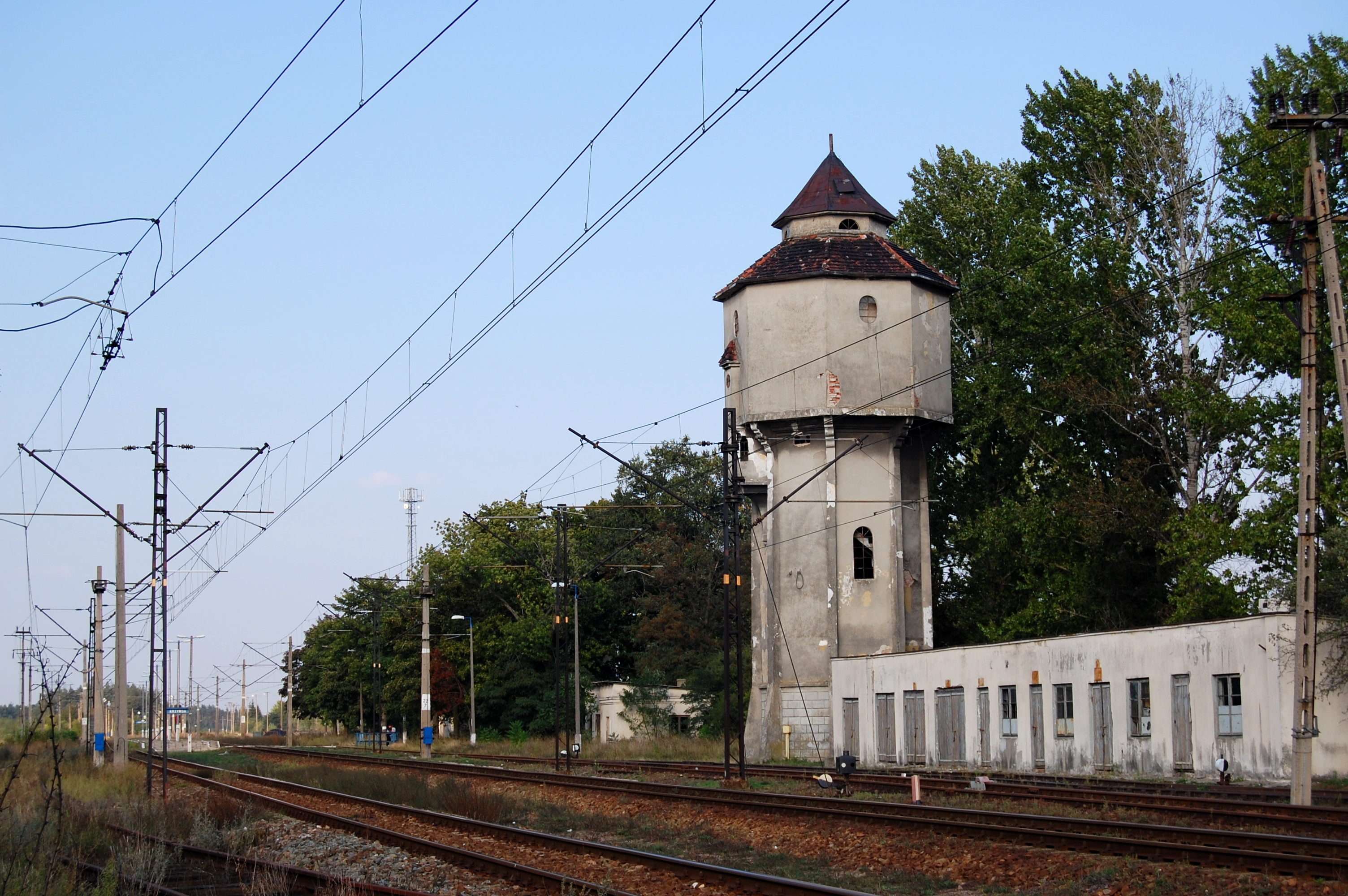
Kolejowa wieża wodna
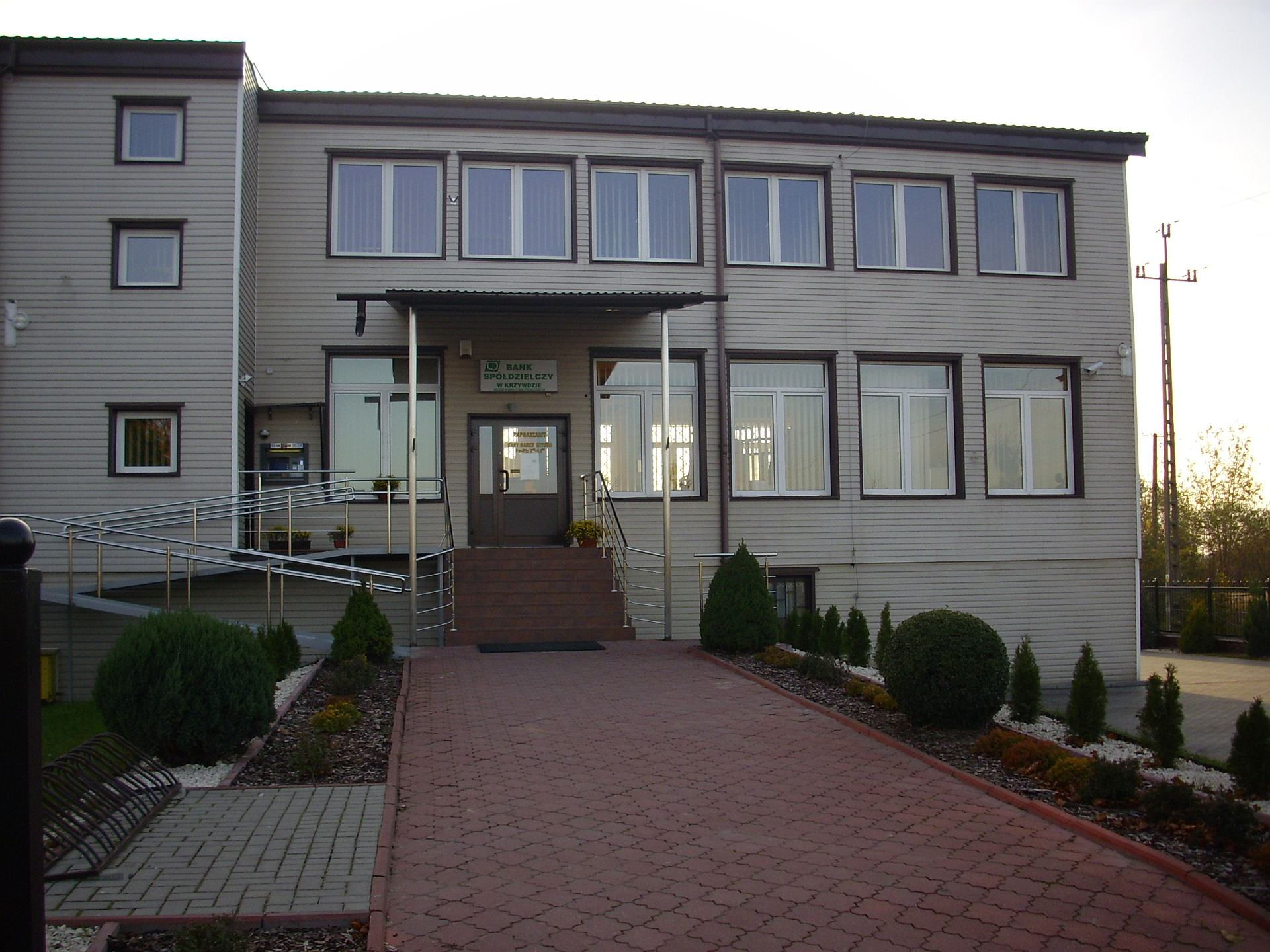
Bank Spółdzielczy
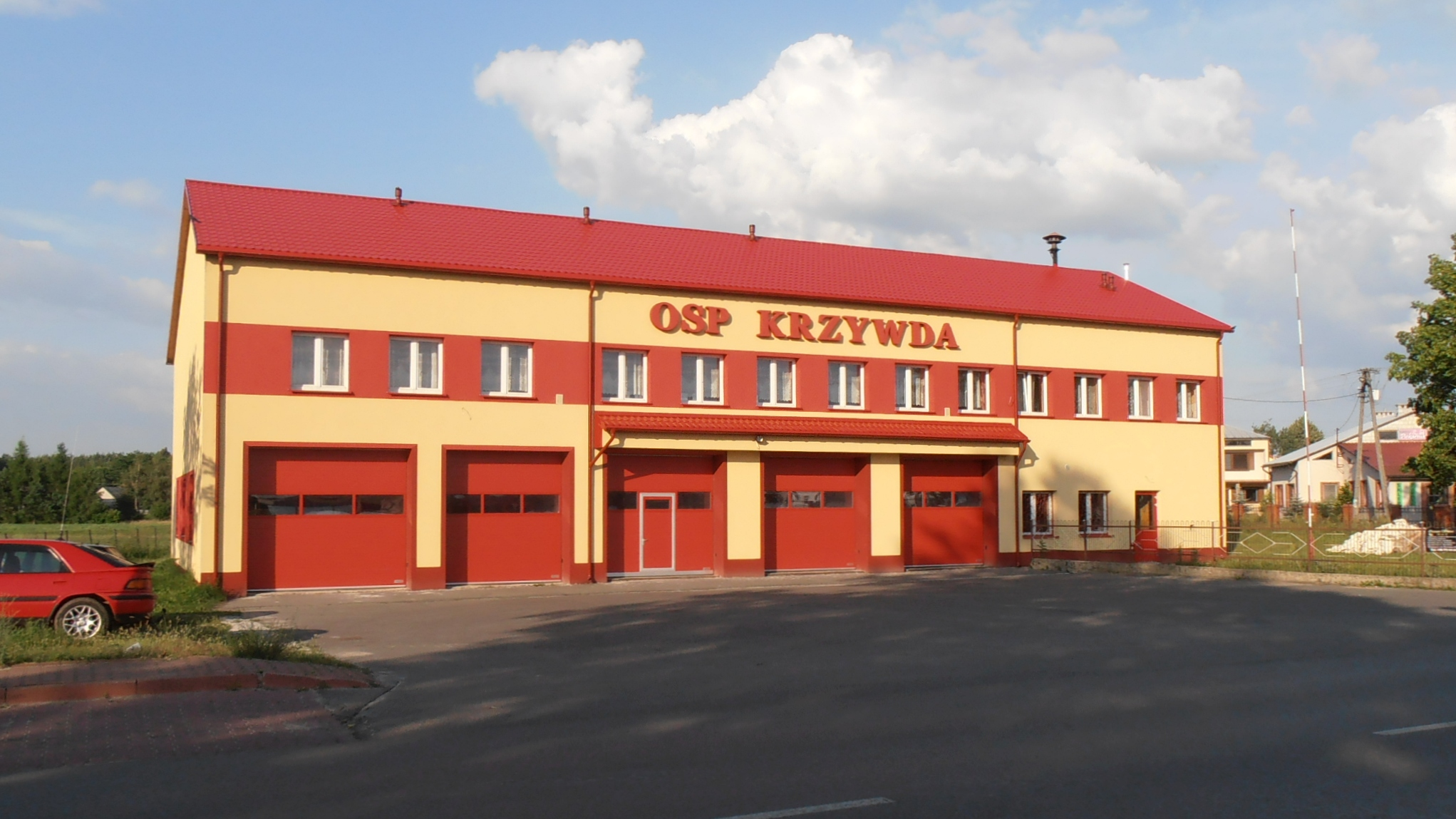
Remiza straży pożarnej
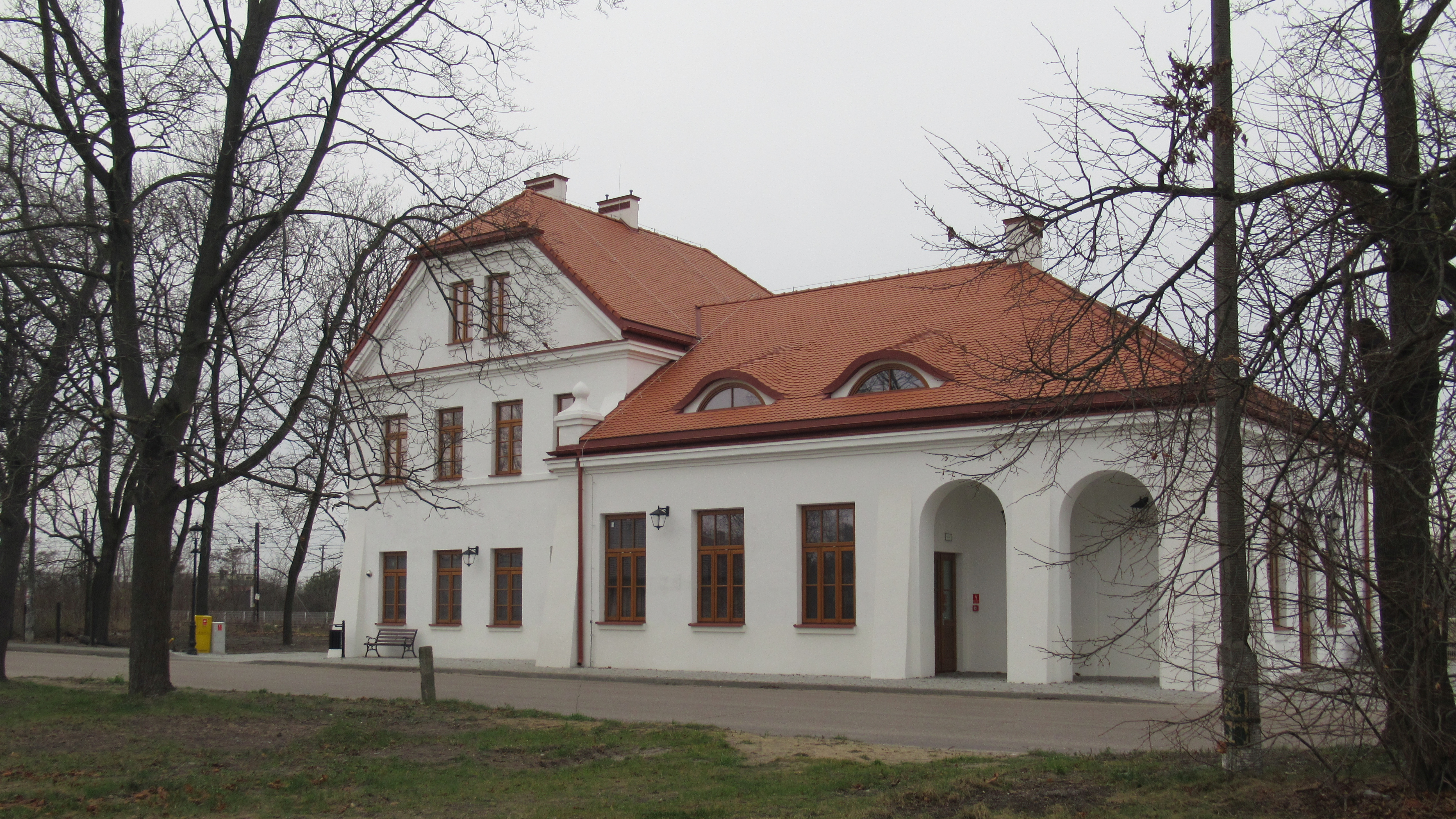
Dworzec kolejowy